# Cosmopterix praxidike
Cosmopterix praxidike là một loài bướm đêm thuộc họ Cosmopterigidae. Loài này có ở México (Tamaulipas).
Cá thể trưởng thành được ghi nhận vào tháng 8.